# Buddleja
- Commons
- Wikispecies

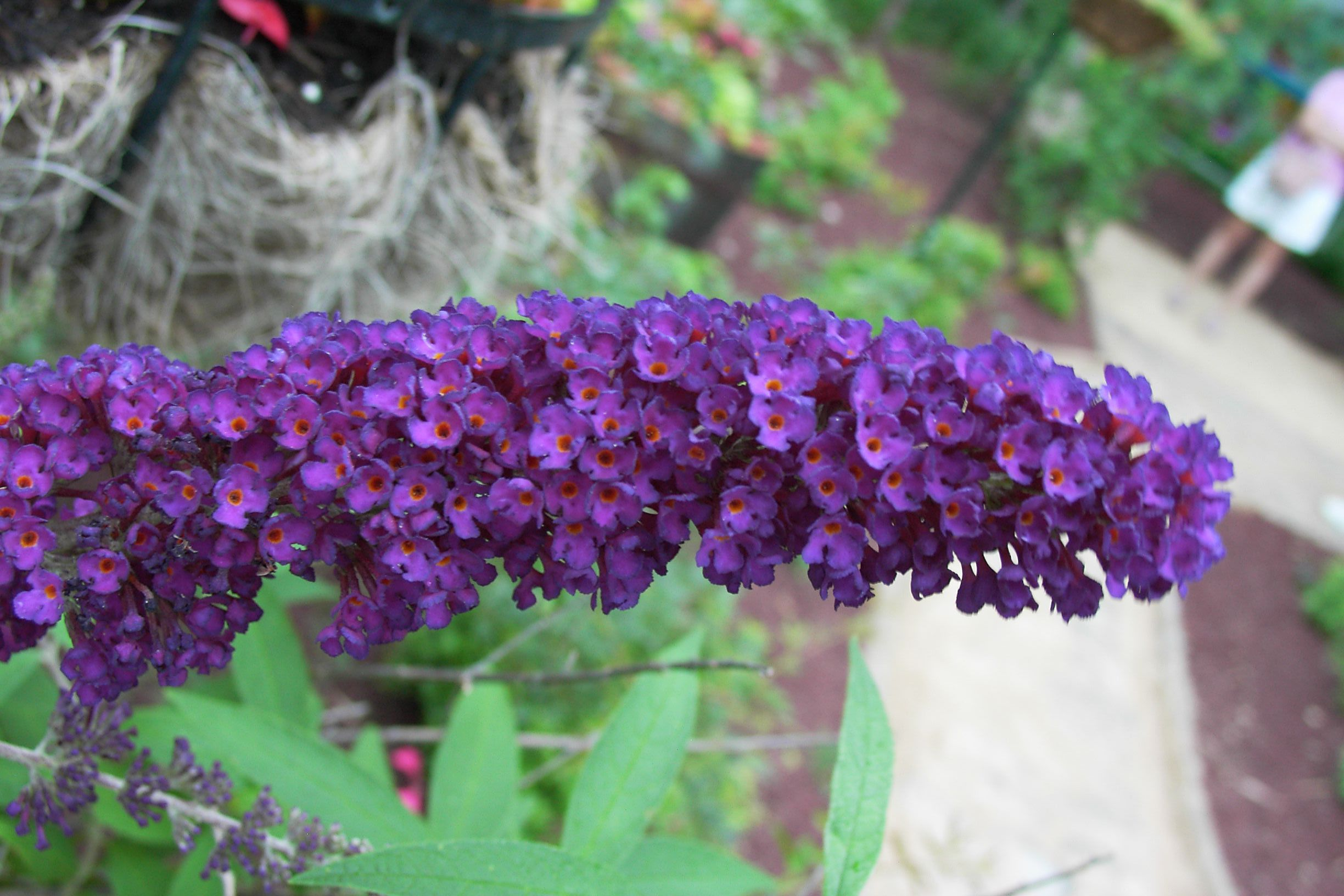
Buddleja davidii.

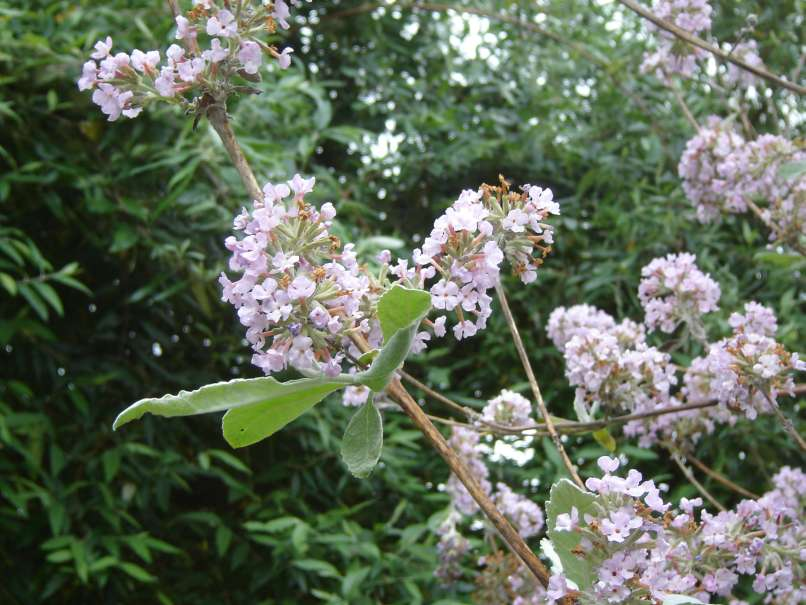
Buddleja crispa.

Buddleja L. é um género botânico pertencente à família Scrophulariaceae.

## Sinonímia
| - Adenoplea Radlk. - Adenoplusia Radlk. - Buddleia L., var. ort. | - Chilianthus Burch. - Nicodemia Ten. |

## Espécies
O gênero Buddleja possui 141 espécies reconhecidas atualmente.
- Buddleja acuminata Poir.
- Buddleja adenantha Diels
- Buddleja agathosma Diels
- Buddleja alata Rehder & E.H.Wilson
- Buddleja albiflora Hemsl.
- Buddleja alternifolia Maxim.
- Buddleja americana L.
- Buddleja anchoensis Kuntze
- Buddleja araucana Phil.
- Buddleja aromatica Remy
- Buddleja asiatica Lour.
- Buddleja auriculata Benth.
- Buddleja axillaris Willd. ex Roem. & Schult.
- Buddleja bhutanica T.Yamaz.
- Buddleja blattaria J.F.Macbr.
- Buddleja brachiata Cham. & Schltdl.
- Buddleja brachystachya Diels
- Buddleja brasiliensis J.Jacq.
- Buddleja bullata Kunth
- Buddleja candida Dunn
- Buddleja cardenasii Standl. ex E.M.Norman
- Buddleja caryopteridifolia W.W.Sm.
- Buddleja cestriflora Cham.
- Buddleja chapalana B.L.Rob.
- Buddleja chenopodiifolia Kraenzl.
- Buddleja colvilei Hook.f.
- Buddleja cooperi W.W.Sm.
- Buddleja cordata Kunth
- Buddleja cordobensis Griseb.
- Buddleja coriacea Remy
- Buddleja corrugata M.E.Jones
- Buddleja crispa Benth.
- Buddleja crotonoides A.Gray
- Buddleja cuneata Cham.
- Buddleja curviflora Hook. & Arn.
- Buddleja cuspidata Baker
- Buddleja cylindrostachya Kraenzl.
- Buddleja davidii Franch.
- Buddleja diffusa Ruiz & Pav.
- Buddleja domingensis Urb.
- Buddleja duclouxii C.Marquand
- Buddleja dysophylla (Benth.) Radlk.
- Buddleja elegans Cham. & Schltdl.
- Buddleja euryphylla Standl. & Steyerm.
- Buddleja fallowiana Balf.f. & W.W.Sm.
- Buddleja filibracteolata J.A.González & J.F.Morales
- Buddleja formosana Hatus.
- Buddleja forrestii Diels
- Buddleja fragifera Leeuwenb.
- Buddleja fusca Baker
- Buddleja globosa Hope
- Buddleja glomerata H.L.Wendl.
- Buddleja grandiflora Cham. & Schltdl.
- Buddleja griffithii (C.B.Clarke) C.Marquand
- Buddleja gynandra C.Marquand
- Buddleja hastata Prain ex Marquand
- Buddleja hatschbachii E.M.Norman & L.B.Sm.
- Buddleja heliophila W.W.Sm.
- Buddleja henryi Rehder & E.H.Wilson
- Buddleja hieronymi R.E.Fr.
- Buddleja hookeri C.Marquand
- Buddleja hypsophila I.M.Johnst.
- Buddleja ibarrensis E.M.Norman
- Buddleja incana Ruiz & Pav.
- Buddleja indica Lam.
- Buddleja indica x madagascariensis Lamarck
- Buddleja interrupta Kunth
- Buddleja iresinoides (Griseb.) Hosseus
- Buddleja jamesonii Benth.
- Buddleja japonica Hemsl.
- Buddleja kleinii E.M.Norman & L.B.Sm.
- Buddleja lanata Benth.
- Buddleja latiflora S.Y.Bao
- Buddleja legendrei L.F.Gagnep.
- Buddleja limitanea W.W.Sm.
- Buddleja lindleyana Fortune
- Buddleja lojensis E.M.Norman
- Buddleja longiflora Brade
- Buddleja longifolia Kunth
- Buddleja loricata Leeuwenb.
- Buddleja macrostachya Benth.
- Buddleja madagascariensis Lam.
- Buddleja marrubiifolia Benth.
- Buddleja megalocephala Donn.Sm.
- Buddleja mendozensis Gillet ex Benth.
- Buddleja microstachya E.D.Liu & H.Peng
- Buddleja minima S.Y.Bao
- Buddleja misionum Kraenzl.
- Buddleja montana Britton
- Buddleja multiceps Kraenzl.
- Buddleja myriantha Diels
- Buddleja nana W.W.Sm.
- Buddleja nitida Benth.
- Buddleja nivea Duthie
- Buddleja oblonga Benth.
- Buddleja officinalis Maxim.
- Buddleja paniculata Wall.
- Buddleja parviflora Kunth
- Buddleja perfoliata Kunth
- Buddleja pichinchensis Kunth
- Buddleja polycephala Kunth
- Buddleja polystachya Fresen.
- Buddleja praecox Lingelsh.
- Buddleja pterocaulis A.B.Jacks.
- Buddleja pulchella N.E.Br.
- Buddleja purdomii W.W.Sm.
- Buddleja racemosa Torr.
- Buddleja ramboi L.B.Sm.
- Buddleja rufa Fresen.
- Buddleja rufescens Willd. ex Roem. & Schult.
- Buddleja saligna Willd.
- Buddleja salviifolia (L.) Lam.
- Buddleja scordioides Kunth
- Buddleja sessiliflora Kunth
- Buddleja shaanxiensis Z.Y.Zhang
- Buddleja simplex Kraenzl.
- Buddleja skutchii Morton
- Buddleja soratae Kraenzl.
- Buddleja speciosissima Taub.
- Buddleja sphaerocalyx Baker
- Buddleja sphaerocephala Baker
- Buddleja stachyoides Cham. & Schltdl.
- Buddleja stenostachya Rehder & E.H.Wilson
- Buddleja sterniana Cotton
- Buddleja striata Zhi Y.Zhang
- Buddleja suaveolens Kunth & C.D.Bouché
- Buddleja subcapitata E.D.Liu & H.Peng
- Buddleja subherbacea Keenan
- Buddleja taliensis W.W.Sm.
- Buddleja thyrsoides Lam.
- Buddleja tibetica W.W.Sm.
- Buddleja tsetangensis C.Marquand
- Buddleja tubiflora Benth.
- Buddleja tucumanensis Griseb.
- Buddleja utahensis Coville
- Buddleja venenifera Makino
- Buddleja vexans Kraenzl. & Loes. ex E.M.Norman
- Buddleja volubilis Lam.
- Buddleja wardii C.Marquand
- Buddleja whitei Kraenzl.
- Buddleja yunnanensis L.F.Gagnep.

## Classificação do gênero
| Sistema | Classificação                      | Referência               |
| ------- | ---------------------------------- | ------------------------ |
| Linné   | Classe Tetrandria, ordem Monogynia | Species plantarum (1753) |